# Вамбахер, Герта
Герта Мария Фердинанда Вамбахер (нем. Hertha Maria Ferdinanda Wambacher; 9 марта 1903 года, Вена — 25 апреля 1950 года, Вена) — австрийская женщина-физик.

## Биография
Родилась в Вене в семье фабриканта. В 1922 году окончила старшую школу для девочек Ассоциации дополнительного образования женщин. Поступила в Венский университете на философский факультет, посещала лекции по юриспруденции. В 1924 году пропустила академический год по состоянию здоровья, а по возвращении в университет под влиянием Мариетты Блау переключилась на физику.
Докторскую диссертацию о фотоэффекте радиоактивного излучения готовила под руководством Мариетты Блау, с которой продолжила сотрудничество в Институте радия Австрийской Академии наук и после защиты в 1932 году. Результатом их совместной деятельности стал фотографический метод обнаружения ионизирующих частиц. За эти методические разработки Блау и Вамбахер в 1937 году получили премию Либена. В том же году Блау и Вамбахер совместно обнаружили «звёзды распада», впоследствии названные звёздами Блау-Вамбахер (англ. Blau-Wambacher stars), на фотопластинках, которые были подвергнуты многомесячному воздействию космической радиации на высоте 2300 м над уровнем моря. Эти звезды являются траекториями частиц ядерных реакций между космическими лучами и ядрами атомов фотоэмульсии.
Герта Вамбахер продолжила работу по идентификации частиц ядерных реакций в фотоэмульсии и после того, как в 1938 году Блау накануне аншлюса пришлось покинуть Австрию и перебраться в Норвегию. Защита этой работы в 1940 году обеспечила ей право на преподавательскую деятельность. Вамбахер начала читать лекции в Венском университете. С 1930-х годов она также работала во Втором физическом институте Венского университета под началом Георга Штеттера. В 1945 году Вамбахер, которая, по её словам, тайно состояла в НСДАП с 1934 года, была уволена из университета и оказалась в Советском Союзе. Домой она вернулась только в 1946 году. У Вамбахер был диагностирован рак, но она продолжала работу в исследовательской лаборатории в Вене.
Герта Вамбахер умерла от рака 25 апреля 1950 года.

## Награды и премии
- 1937 — премия Либена (совместно с Блау)[2];
- 1962 — премия Эрвина Шрёдингера (посмертно, совместно с Блау)[2].

## Публикации
- Wambacher H. Mehrfachzertrümmerung von Atomkernen durch kosmische Strahlung (нем.) // Zeitschrift für technische Physik. — 1938. — 19. — S. 569.
- Wambacher H. Höhenstrahlung und Atomkernbau (нем.) // Österreichische Chemikerzeitung. — 1940. — Nr. 49. — S. 116.
- Wambacher H. Künstliche radioaktive Indikatoren in der Metallurgie (нем.) // Chemie und Biologie. — 1944. — Nr. 47. — S. 98.
- Wambacher H. Mikroskopie und Kernphysik (нем.) // Mikroskopie. — 1949. — Nr. 4. — S. 92.

### Комментарии
1. ↑  По другим данным, сначала изучала химию.[2]

### Сноски
1. 1 2 3 4  Deutsche Nationalbibliothek Record #127403094 // Gemeinsame Normdatei (нем.) — 2012—2016.
2. 1 2 3 4 5 6 7 8 9  John Daintith. Biographical Encyclopedia of Scientists, Third Edition. — CRC Press, 2008-08-18. — 894 с. — ISBN 9781420072723.
3. 1 2 3 4 5 6  Angetter, Daniela; Martischnig, Michael. Biografisches Handbuch österreichischer Physiker und Physikerinnen (нем.) // Biografien österreichischer (Physiker)innen: Eine Auswahl : magazin. — Vienna, Austria: Österreichischen Staatsarchiv, 2005. Архивировано 4 марта 2016 года.
4. ↑  Nina Byers, Gary Williams. Out of the Shadows: Contributions of Twentieth-Century Women to Physics. — Cambridge University Press, 2006-08-17. — 347 с. — ISBN 9780521821971.
5. ↑  Ruth H. Howes, Caroline L. Herzenberg. After the War: US Women in Physics. — Morgan & Claypool Publishers, 2015-12-01. — 151 с. — ISBN 9781681741581.